# Шарко Володимир Васильович
Шарко Володимир Васильович (нар. 25 вересня 1949, Отинія Івано-Франківської області - пом. 7 жовтня 2014, Київ) — математик, тополог, доктор фізико-математичних наук (1987), старший науковий співробітник (2001). Член-кореспондент Національної академії Наук України (2006). Завідувач відділу топології [Архівовано 21 листопада 2018 у Wayback Machine.] Інституту математики НАН України(2001).

## Біографія
Народився Володимир Васильович Шарко 25 вересня 1949 року Отинія Івано-Франківської області в сім'ї службовців. В 1959 році батьки переїхали до м. Станіславів (нині Івано-Франківськ). Під впливом батьків захоплення математикою формувалися в нього змалку. Велику роль у цьому зіграло те, що його батько, Василь Іванович Шарко, до другої світової війни був учителем математики в старших класах середньої школи в м. Ізюм (Харківська обл.).
Після закінчення середньої школи No 5 в м. Івано-Франківську він вступив до Київського національного університету імені Тараса Шевченка.
В 1973 році після завершення навчання на механіко-математичному факультеті був прийнятий до аспірантури Інституту математики академії наук УРСР. Його науковим керівником був професор Юрій Юрійович Трохимчук.
В 1976 році в Інституті математики АН УРСР захистив кандидатську дисертацію, а в 1987 році у Математичному інституті ім. В. А. Стеклова АН СРСР — докторську дисертацію за спеціальністю «геометрія і топологія».

## Наукова діяльність
З 1976 р. життя Володимира Васильовича було нерозривно пов'язане з Інститутом математики НАН України. У 2001 році в Інституті математики був створений відділ топології і В. В. Шарко був обраний завідувачем цього відділу, а у 2007 р. він був також призначений на посаду заступника директора з наукової роботи.
В. В. Шарко був провідним спеціалістом в області топології та її застосувань. Його перу належать біля 100 наукових робіт серед яких дві монографії з топології. 20 його учнів захистили кандидатські дисертації, четверо з них також стали докторами наук. З 1987 року він працював професором Київського національного університету ім. Тараса Шевченка.
В своїх перших роботах В. В. Шарко суттєво розвинув теорію Морса розробивши новий апарат в алгебраїчній К-теорії та застосувавши його до вивчення алгебраїчної природи неоднозв'язних многовидів. Зокрема він отримав необхідні та достатні умови існування мінімальних ланцюгових комплексів в гомотопічному типі.
Подальші інтереси Володимира Васильовича відносились до теорії динамічних систем.
Спільно з академіком РАН А. Т. Фоменко ними було знайдено оцінки для числа замкнених орбіт гамільтонових систем на многовидах. Крім того В. В. Шарко детально дослідив структуру гладких функцій та векторних полів з ізольованими особливостями на поверхнях і отримав умови їх топологічної еквівалентності.
В останні роки основну увагу він приділяв застосуванню методів некомутативної геометрії до алгебраїчної топології та якісної теорії векторних полів на многовидах. Зокрема, В. В. Шарко ввів нові L²-інваріанти гільбертових комплексів, за допомогою яких отримав точні значення мінімально можливого числа замкнених орбіт відповідного індексу у цього класу векторних полів та довів, що ці числа є гомотопічними інваріантами многовиду.
Володимир Васильович був дуже енергійною людиною і зробив багато для розвитку математики в Україні та за її межами. Він був заступником академіка-секретаря секції математики Національної Академії Наук України, членом Українського та Американського математичних товариств, заступником головного редактора Українського математичного журналу, членом редакційної колегії ``Методів функціонального аналізу і застосувань, праць Міжнародного геометричного центру, а також Математичного бюлетеня Наукового товариства Шевченка.
Творчий пошук Володимир Васильович успішно поєднував з науково-організаційною роботою. Він був організатором математичних шкіл із сучасних проблем теорії функцій та топології (Кацивелі) та міжнародних конференцій з топології. Лекторами шкіл були всесвітньо відомі математики, серед яких академіки В. І. Арнольд, С. П. Новиков, А. Т. Фоменко. Ці школи впливали на активну діяльність молодих учених Інституту та дозволяли швидко входити в сучасні проблеми математики, обмінюватися ідеями та одержувати високо кваліфіковані поради.
Володимира Васильовича вирізняли висока культура, інтелігентність та надзвичайна доброзичливість. Він любив спорт, був добре обізнаний у питаннях історії, художньої літератури, тонко розбирався в класичній музиці. Користувався великим авторитетом у всіх, хто його знав.
В. В. Шарко був щирим патріотом України, підтримував демократичний розвиток держави, мав потужну математичну інтуїцію та щиро ділився своїми ідеями з учнями.
Володимир Васильович був заступником академіка-секретаря секції математики Національної Академії Наук України, заступником головного редактора Українського математичного журналу, членом редакційної колегії ``Методів функціонального аналізу і застосувань, праць Міжнародного геометричного центру, а також Математичного бюлетеня Наукового товариства Шевченка.
Навіть в останній день життя він керував засіданням спеціалізованої вченої ради, на якому відбувся захист двох кандидатських дисертацій.

## Нагороди
- 2005 — Державна премія України в галузі науки і техніки
- 1980  — Премія імені М. В. Остроградського
- 2005 — Премія НАН України ім. Крилова
- 2010 — Премія НАН України ім. М. О. Лаврентьєва